# Jani Zengo
Jani Ndoni Zengo (Papajani) (17. ledna 1832 Dardhë – 1913) byl albánský fotograf, kaligraf, učitel a kněz. Je všeobecně uznáván jako první, kdo v Albánii fotografoval.

## Život
Papa Jani Zengo se narodil 17. ledna 1832 v hornaté vesnici Dardhë na jihovýchodě Albánie, jako syn místního kněze Andona Zenga (Papa Ndoni). Základní školu ukončil v Dardhë a později navštěvoval řecké gymnázium v Korçë. Jeho otec byl poslán na horu Athos v Řecku, kde se naučil řemeslné xylografii, kterou vykonával jako svou profesi. Tam se mladý Zengo seznámil s nově vytvořeným řemeslem fotografie. O dva roky později se vrátil do Albánie a začal pracovat jako tesař. Od roku 1859 do roku 1862 byl jmenován učitelem v Ziçishtu a poté Pisoderem. V rukopisu z 15. ledna 1866 se uvádí, že Jani vytvořil abecedu v albánském jazyce obsahující 33 písmen. V roce 1869 se oženil s místní vesničankou Tushou Gjerazi a krátce nato se stěhoval zpět do Řecka, kde pracoval jako účetní v Larissě a poté jako dřevěný dekoratér a fotograf v provincii Thesálie. Zengo se nakonec vrátil do své vesnice Dardhë v roce 1882, kde po několika letech byl vysvěcen na kněze. Jeho první zaznamenaná fotografie byla fotografie místní školy v jeho vesnici, datovaná rokem 1862.